# Constant Alexandre Famin
Constant Alexandre Famin   (París, 19 d'agost de 1827 - 14è districte de París, 2 d'abril de 1888) va ser un fotògraf francès.

## Biografia
Constant Alexandre Famin és conegut per les seves fotografies d'escenes rurals, estudis d'arbres o estudis amb animals, Constant Alexandre Famin també va fer fotografies arquitectòniques. De vegades es confonen amb les de l'arquitecte i fotògraf Charles Famin.
Part de la seva obra fotogràfica es conserva a les col·leccions del Museu d'Orsay de París.